# Ito Ranch

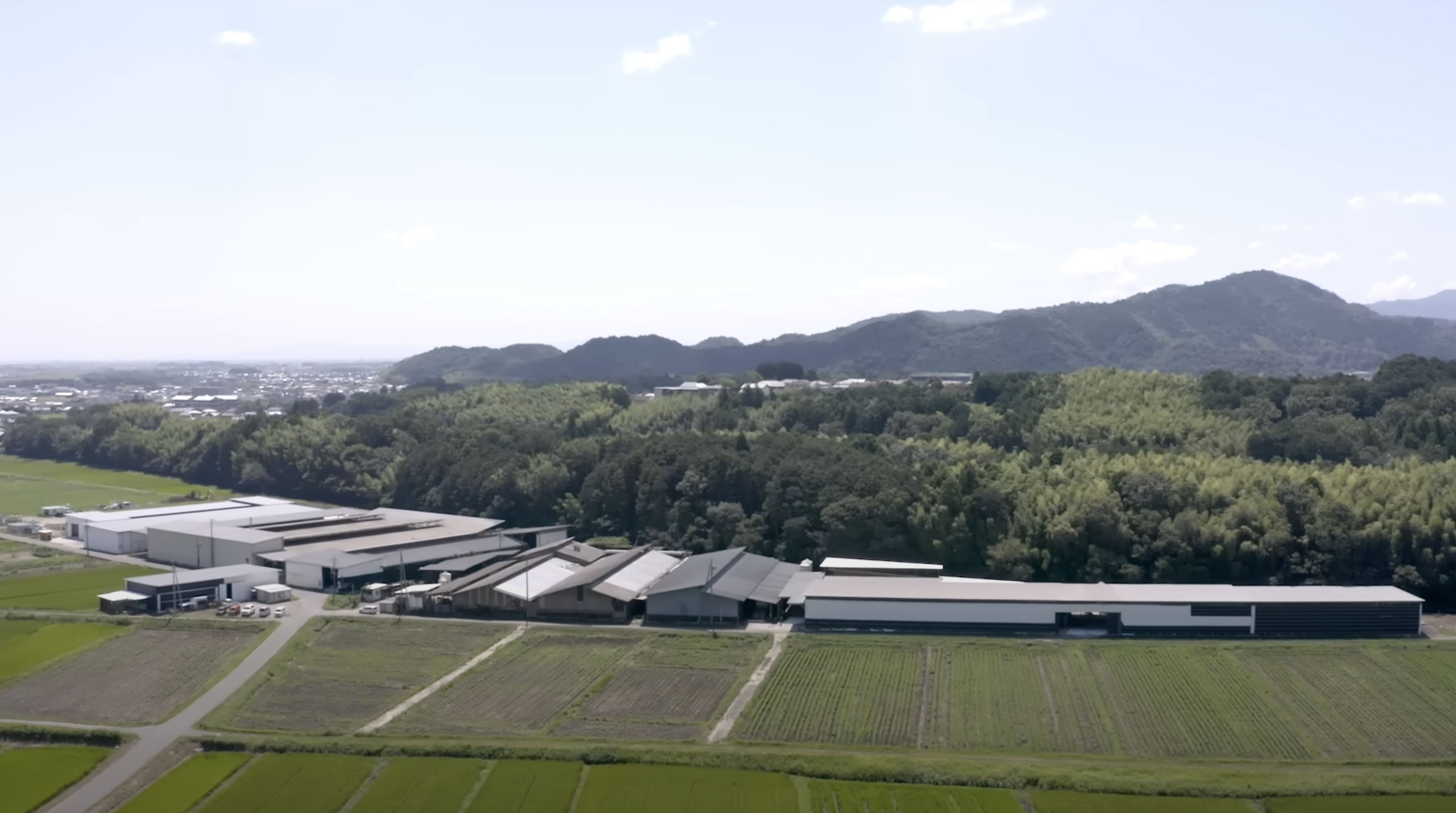
Vue aérienne d'Ito Ranch en 2023.

Ito Ranch (伊藤牧場) est une ferme de bovins de Bœuf de Matsusaka située près de la ville de Tsu, dans la Préfecture de Mie, au Japon, destinée à l'élevage du kuroge wagyū ou Japanese Black. Fondée en 1953, la ferme appartient à Hiroki Ito (伊藤浩基), et est considérée par Industrie de la viande du pays et par la presse étrangère spécialisée comme la ferme qui produit la meilleure viande du Japon, et du monde,,.
La ferme a développé des normes d'élevage qui, selon ses exploitants, produisent du bœuf wagyū de la meilleure qualité, et a remporté six victoires au Matsusaka Beef Carcass Contest (松阪肉牛枝肉共進会), le concours annuel qui détermine le bœuf de la plus haute qualité. Ito Ranch est la seule ferme à avoir remporté le trophée plus de deux fois.

## Histoire

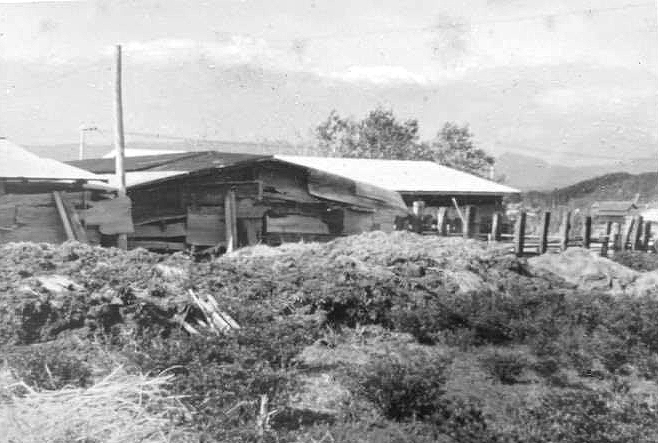
Ichishicho en 1949. Ito Ranch a été fondé à cet endroit en 1953.

Ito Ranch a été fondé en 1953 avec seulement 10 vaches par Masakazu Ito (伊藤正一, 1923~2013), grand-père de Hiroki Ito, qui a établi sa ferme dans l'ancien village d'Ichishisho, qui fait aujourd'hui partie de Tsu, une zone humide par les eaux des rivières Kumozu, Kushida et Miya. À cette époque, les Japonais mangeaient peu de viande et la vache était essentiellement considérée comme un animal de trait pour l’agriculture. À mesure que le Japon s'est occidentalisé, surtout après la Seconde Guerre mondiale, les agriculteurs de l’époque ont commencé à élever des vaches pour la viande. Certaines fermes de la région de Matsusaka ont commencé la célèbre pratique consistant à masser les vaches et à leur donner de la bière afin de les détendre et de stimuler leur appétit. Masakazu Ito était l'un d'entre eux.
Hideo Ito (伊藤英雄, 1960~), fils de Masakazu Ito, était l'un des agriculteurs qui ont continué cette pratique lorsqu'il a pris la relève en 1976 avec 64 têtes de bétail. Hiroki Ito, fils de Hideo Ito et petit-fils du fondateur,, a grandi à la ferme avec son père et a appris auprès de lui les techniques d'élevage habituelles.
En héritant la direction de l'exploitation en 2010, comptant déjà 250 vaches, Hiroki Ito a décidé d'abandonner la pratique des massages et de la bière pour se concentrer sur les quatre facteurs qui, selon lui, ont un réel impact sur la qualité de la viande : le pedigree, le régime alimentaire, un élevage de longue durée et une vie sans stress.
Sur la base de ses propres observations, il a décidé que l'étude du pedigree de la vache était décisive et a appris à distinguer un bon veau en regardant le patrimoine génétique de l'animal, ainsi que son apparence. Afin de vérifier les résultats des tests appliqués à sa propre méthode, il a ouvert en 2016 Yakiniku Ito, son propre restaurant à moins de 8 km de la ferme, prenant ainsi le contrôle de pratiquement tout le cycle de vie de la vache dans un apprentissage continu et processus d'amélioration.

## Élevage

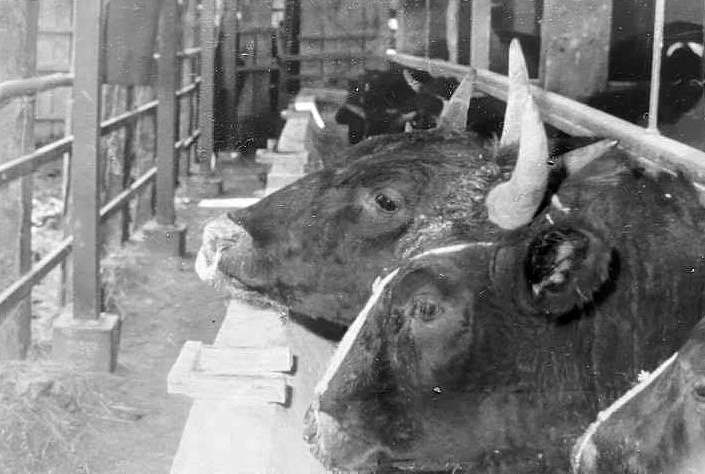
Vaches au Ito Ranch en 1956.

Hiroki Ito passe la moitié de son temps à parcourir le Japon à la recherche de veaux allaitants âgés de sept à dix mois, qu'il acquiert lors de ventes aux enchères qui ont lieu chaque mois dans différentes préfectures[6] et pour lesquels il paie jusqu'à 1 600 000 yens japonais (environ 10 000 €) par veau. Il étudie son pedigree et observe attentivement le veau, en analysant d'abord son visage, son front et ses yeux. Il vérifie également si les cornes sont bien formées. La taille de la tête et du nez est également mesurée. Il regarde ensuite la vache par derrière, de dos et de l'arrière-train, avant de décider avec une forte dose d'intuition quel spécimen emporter,.
Comme le veut le canon du Matsusaka Beef, ce sont toujours des vaches vierges, qui n’ont jamais mis bas. Selon Hiroki Ito, « la viande de femelles est plus savoureuse et plus tendre que la viande de mâles». Dans son élevage, le facteur temps est essentiel car à partir du trentième mois, les acides gras saturés deviennent des acides gras insaturés. Les vaches du Ranch Ito sont élevées entre 35 et 45 mois,, plus longtemps que dans toute autre ferme, obtenant une viande plus riche en acide oléique, un point de fusion plus bas et, par conséquent, une saveur plus douce et une plus grande tendreté,.

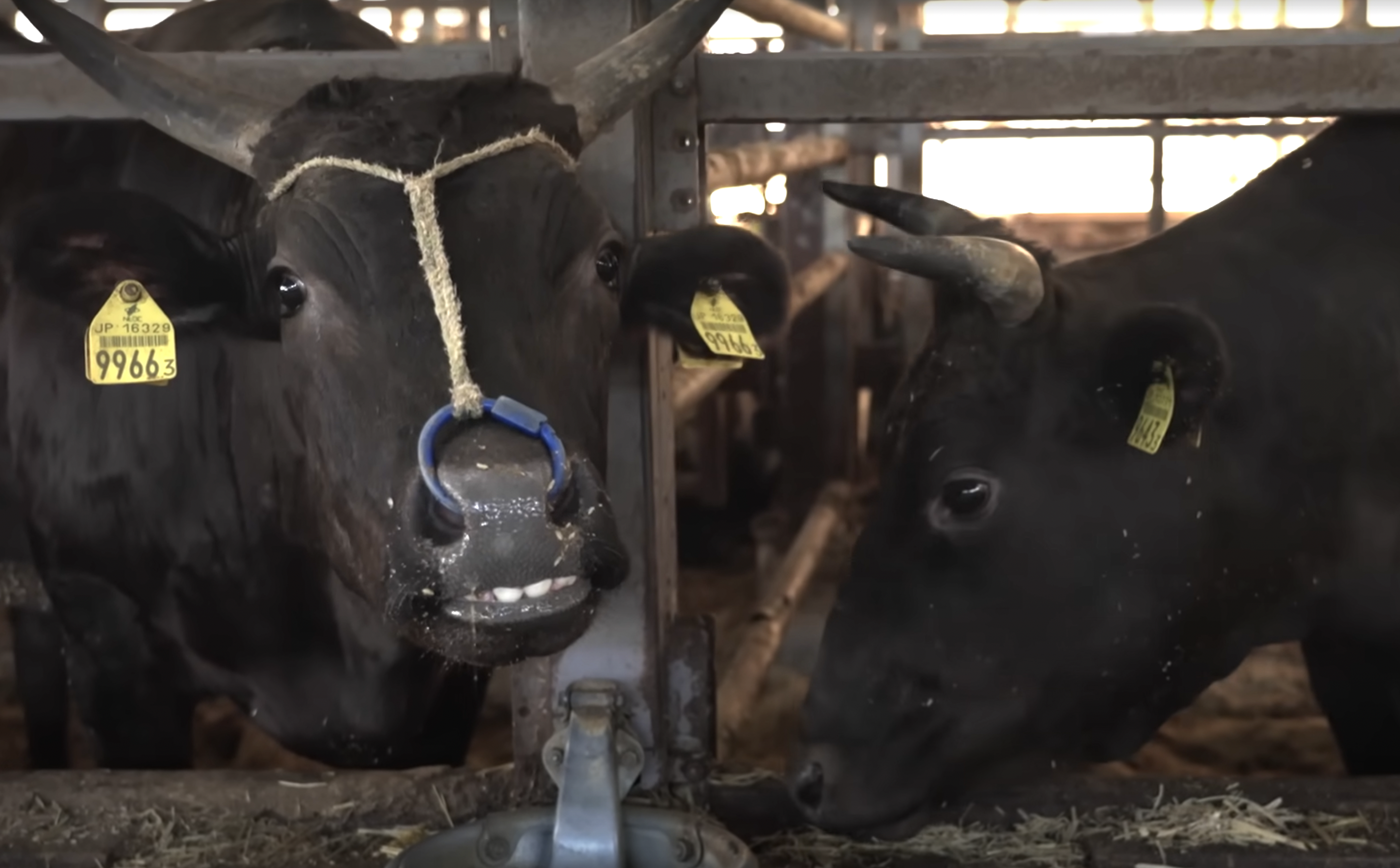
Vaches au Ito Ranch en 2023.

Cependant, un vieillissement supérieur à 30 mois comporte des risques pour l'agriculteur et nécessite plus d'attention et de compétence. À mesure que les vaches vieillissent, elles perdent leur appétit et leur capacité à détecter la température. Leurs organes s'affaiblissent et ils peuvent contracter des affections courantes telles qu'un infarctus du myocarde ou une nécrose mortelle, endommageant la qualité de la viande et ruinant un investissement de 3 ans. Par conséquent, la période de vieillissement habituelle dans les fermes wagyū est de 25 à 30 mois, de 29 à 30 mois dans le cas du Kobe Beef et de 30 à 32 mois dans le reste des fermes Matsusaka Beef.
Au Ranch Ito, chaque vache occupe une étable individuelle suffisamment grande pour deux vaches, ce qui permet un « respect méticuleux des normes de qualité en matière d'hygiène et de soins personnalisés pour chaque vache », facteurs clés d'un élevage à long terme. Pour soulager le stress causé par la forte chaleur estivale, les vaches du Ito Ranch sont aspergées d'eau froide à travers des ventilateurs.
Ito Ranch pratique également une agriculture durable et éco-circulaire où les vaches se nourrissent de paille de riz récoltée avec de l'engrais organique provenant de la vache elle-même, qu'on laisse fermenter pendant un an. Ils mangent d'abord cette paille dans le but de préparer l'estomac. Ils reçoivent ensuite un fourrage ou un aliment concentré contenant du son, de l'avoine, du soja, des tourteaux de haricots et du maïs,.
Un investissement initial lourd, un élevage prolongé, un double logement individuel et des soins personnalisés sont quelques-uns des facteurs qui expliquent des coûts de production élevés. En moyenne, le simple fait d'élever une vache au Ranch Ito coûte déjà 33 % plus cher que n'importe quelle autre ferme de Matsusaka Beef et 56 % plus cher que les fermes de Kobe Beef. En bout de chaîne, au restaurant, 100 grammes de surlonge Ito Ranch peuvent coûter plus de 500 €,.

## Critique
Selon une étude réalisée par l'Institut de recherche sur le bétail de Mie et la Station d'expérimentation agricole d'Aichi, la viande du Ito Ranch atteint un point de fusion de 12 ºC,, contre 17,4 ºC en moyenne pour le bœuf de Matsusaka, 20 ºC du bœuf de Kobe. ou 25,9ºC d'un autre wagyū,.
Le Financial Times a décrit le bœuf Ito Ranch comme la « star du menu le plus exclusif au monde ». Ludovic Bischoff écrivait pour Les Échos qu'il s'agit de « la viande la plus rare, la plus chère et la plus savoureuse du Japon ». Le critique Jakob Strobel du journal allemand Frankfurter Allgemeine Zeitung considère Ito Ranch comme « bien meilleur que Kobe Beef et Ōmi Beef ».
Selon Fernanda Reggero du journal économique italien Il Sole 24 Ore, « cela vous catapulte dans un autre monde ». Le journal belge De Tijd la présente comme « la perfection définitive ».
Le 20 septembre 2023, lors d'une dégustation privée avec Hiroki Ito au Consulat général du Japon à Barcelone, le chef catalan Ferran Adrià a déclaré qu'il n'avait jamais goûté une viande pareille, la considérant « d'une autre dimension ». Le 16 mars 2023, le Premier ministre japonais Fumio Kishida a choisi le restaurant Kappo Yoshizawa dans le quartier de Ginza à Tokyo pour recevoir le président de la Corée du Sud, Yoon Suk-yeol, lors de sa visite officielle au Japon, dans le but de lui faire goûter la viande du Ito Ranch.

## Le filet de Ito Ranch

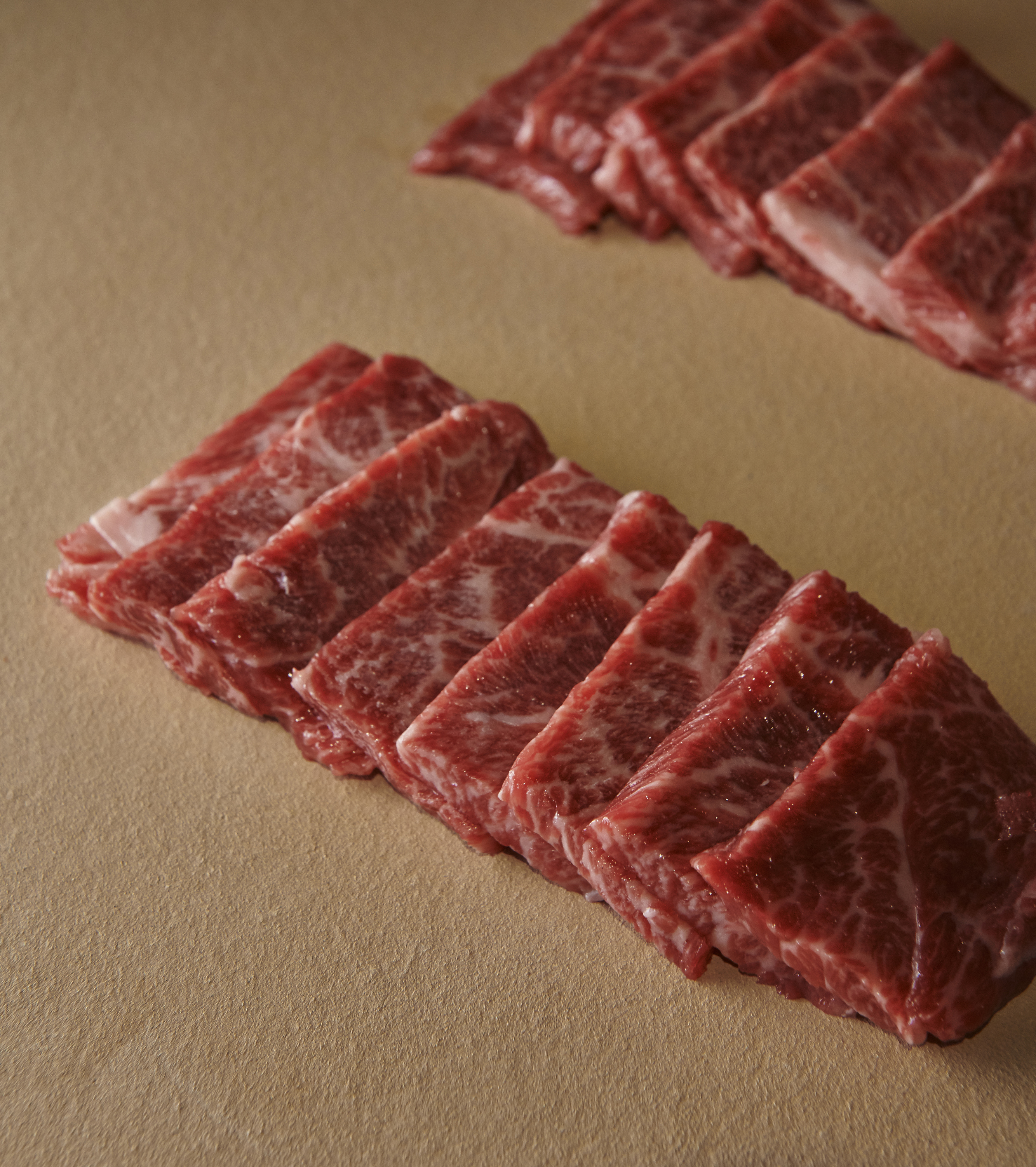
Filets Ito Ranch.

Le filet Ito Ranch (テンダーロイン, tenderloin) a été décrit comme « le Saint Graal des coupes wagyū japonaises » lors d'une campagne de promotion du wagyū en décembre 2023 par le chef Paul Delrez pour la Japan External Trade Organization (JETRO), une institution à but non lucratif pour la promotion de produits japonais. Il a également été salué par les critiques,.
Dans un article d'investigation visant à révéler le meilleur bœuf du monde, Ajesh Patalay du Financial Times pointe du doigt le filet Ito Ranch pour sa capacité à se dissoudre sur la langue comme « un paté de viande » ou un « carré de chocolat noir bovin ». Ludovic Bischoff de Les Echos la décrit comme « la coupure qui fond dans la main ». Pour le critique Jakob Strobel du journal allemand Frankfurter Allgemeine Zeitung, c'est « le summum de tous les plaisirs ». Els Maes du lifestyle magazine belge Sabato la définie comme ayant une couleur rose clair « plus proche du saumon que du bœuf ». En ce qui concerne les caractéristiques organoleptiques, Maes déclare que sa texture « rappelle davantage le meilleur morceau de sashimi de poisson bleu », affirmant qu'elle ne ressemble à « rien de ce que nous avons jamais dégusté». Le magazine HTSI (How To Spend It) du journal italien Il Sole 24 Ore, parle d'« une douceur et une légèreté incomparables ».
Comme la viande dont le point de fusion est inférieur à 17 °C adhère au gril comme du beurre, Hiroki Ito a conçu une spatule qu'il peut utiliser dans son propre restaurant. L'objet a attiré l'attention de l'équipe de Business Insider lors du tournage de leur reportage « Pourquoi Matsusaka Wagyu est le bœuf le plus cher du monde », enregistré en août 2023. Akaneya Group, le distributeur pour l'Union européenne et le Royaume-Uni de la viande Ito Ranch, a commandé 10 exemplaires de ladite spatule, numérotés individuellement, pour figurer comme couverts sur le menu dégustation étoilé de ses restaurants. À partir de là, différents médias européens ont accordé à la spatule un statut d'objet quasi culte. La journaliste italienne Fernanda Roggero d'Il Sole 24 Ore a adressé une demande au distributeur Akaneya Group pour obtenir la spatule numéro 6, signée par Hiroki Ito. Le numéro 1 est exposé dans une vitrine du restaurant Marie Akaneya à Paris.
Le magazine spécialisé dans le tourisme de luxe Condé Nast Traveler souligne que le filet Ito Ranch « est le seul morceau de viande au monde qui peut nécessiter une spatule pour le saisir et le mettre en bouche sans le casser au passage. » Le journal La Vanguardia, organisateur de la dégustation officielle de présentation du bœuf Matsusaka à Barcelone, a vu comment le chef catalan Ferran Adrià a dû recourir à ladite spatule pour retirer le surlonge Ito Ranch d'un des barbecues portables installés. »

## Licence

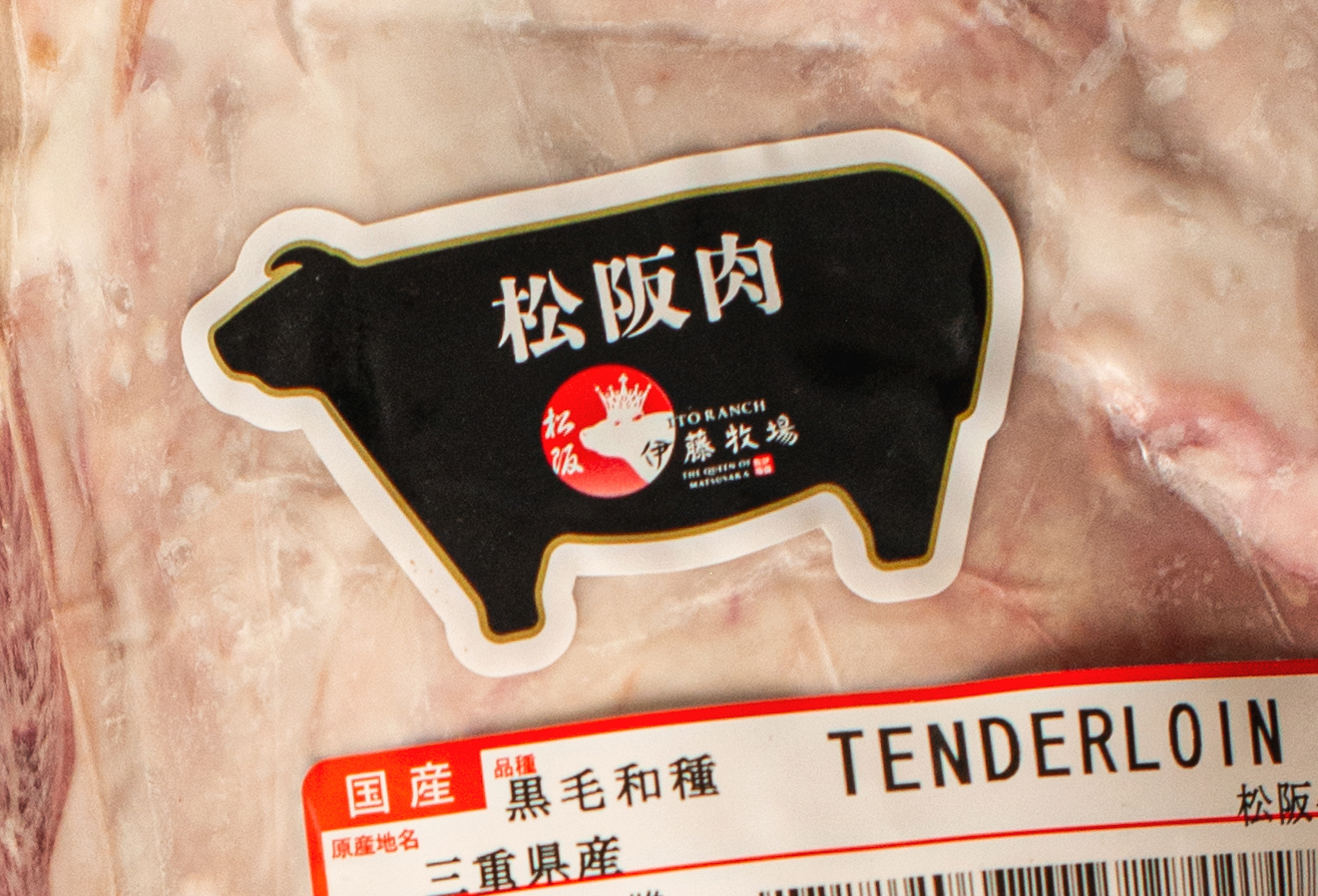
Sceau d'authenticité Ito Ranch sur un paquet de filet.

Ito Ranch commercialise sa viande sous sa propre marque, Ito Ranch, qu'elle distribue à une petite sélection de restaurants. La ferme appartient au groupe de 83 fermes actuellement rattachées à la Matsusaka Beef Association et sa viande est également connue sous le nom de Matsusaka Beef. Ito Ranch est la seule ferme au monde dont la vente de viande nécessite une autorisation officielle. Le badge de licence est un certificat et une statue en forme de vache noire de 6 Kg fabriquée à partir de résine d'acide polylactique (PLA), propriété d'Ito Ranch et personnalisée avec le nom commercial du licencié. La possession d'une licence confère au restaurant un rayon d'exclusivité de 840 mètres. Les coupes de bœuf emballées portent deux identifiants d'authenticité : un autocollant officiel du Ranch Ito, qui représente la statue de la licence, et un autre de Matsusaka Beef.
Les restaurants intéressés envoient effectuer une demande à Ito Ranch via un distributeur agréé, précisant les coupes et les quantités souhaitées et fournissant des informations sur le profil du restaurant et signant un engagement comportemental. Hiroki Ito évalue la demande personnellement, sans délai de réponse fixé. L'octroi de licences hors du Japon est subordonné à la disponibilité de viande destinée à l'exportation et il est prévu d'accorder un maximum de 10 nouvelles licences jusqu'en 2025. Le personnel du restaurant agréé doit suivre un cours de formation sur les différentes coupes et comment les couper de manière optimale, ainsi qu'un autre cours sur les caractéristiques et l'histoire du bœuf Matsusaka.